# Lamar Hunt U.S. Open Cup 2014
Der Lamar Hunt U.S. Open Cup 2014 war die 101. Austragung des US-amerikanischen Fußballpokalwettbewerbs der Herren. Veranstalter des Turniers war die United States Soccer Federation. Das Turnier begann am 7. Mai und endete mit dem Pokalfinale am 16. September 2014. Im Finale gewann Seattle Sounders FC mit 3:1 nach Verlängerung gegen Philadelphia Union.
Zum dritten Mal in der Geschichte des Wettbewerbs nehmen alle 38 in den USA beheimateten Mannschaften der ersten drei Ligaebenen des nordamerikanischen Ligafußballs teil. Die Mannschaften dieser Ligen aus anderen Ländern oder Gebieten (Kanada, Antigua und Barbuda, Puerto Rico) dürfen nicht teilnehmen, da sie kein Mitglied der United States Soccer Federation sind. Insgesamt werden 66 Mannschaften aufgestockt.
Der Sieger des Turniers erhält einen Startplatz in der Gruppenphase der CONCACAF Champions League 2015/16.

## Teilnehmende Mannschaften
| direkt für die 4. Runde qualifiziert (alle US-Mannschaften der MLS) | direkt für die 4. Runde qualifiziert (alle US-Mannschaften der MLS) | direkt für die 4. Runde qualifiziert (alle US-Mannschaften der MLS) | direkt für die 4. Runde qualifiziert (alle US-Mannschaften der MLS) |
| --- | --- | --- | --- |
| - Chicago Fire - CD Chivas USA - Colorado Rapids - Columbus Crew | - D.C. United - FC Dallas - Houston Dynamo - Los Angeles Galaxy | - New England Revolution - New York Red Bulls - Philadelphia Union - Portland Timbers | - Real Salt Lake - San José Earthquakes - Seattle Sounders FC - Sporting Kansas City |
| direkt für die 3. Runde qualifiziert (alle US-Mannschaften der NASL) | | | |
| - Atlanta Silverbacks - Carolina RailHawks | - Fort Lauderdale Strikers - Indy Eleven | - Minnesota United - New York Cosmos | - San Antonio Scorpions - Tampa Bay Rowdies |
| Teilnehmer der 2. Runde (Mannschaften der USL Pro, NPSL, USL PDL, USASA) | | | |
| - Arizona United SC (USL Pro) - Charleston Battery (USL Pro) - Charlotte Eagles (USL Pro) - Dayton Dutch Lions FC (USL Pro) - Harrisburg City Islanders (USL Pro) - LA Galaxy II (USL Pro) - Oklahoma City Energy (USL Pro) - Orange County Blues FC (USL Pro) - Orlando City (USL Pro) - Pittsburgh Riverhounds (USL Pro) | - Richmond Kickers (USL Pro) - Rochester Rhinos (USL Pro) - Sacramento Republic (USL Pro) - Wilmington Hammerheads (USL Pro) - Brooklyn Italians (NPSL) - Chattanooga FC (NPSL) - GBFC Thunder (NPSL) - Jacksonville United FC (NPSL) - RVA FC (NPSL) - Tulsa Athletics (NPSL) | - Austin Aztex (USL PDL) - Baltimore Bohemians (USL PDL) - Carolina Dynamo (USL PDL) - Fresno Fuego (USL PDL) - Jersey Express SC (USL PDL) - Laredo Heat (USL PDL) - Michigan Bucks (USL PDL) - Ocala Stampede (USL PDL) - Ocean City Nor’easters (USL PDL) - Orlando City U-23 (USL PDL) | - Panama City Beach Pirates (USL PDL) - Portland Timbers U-23 (USL PDL) - Reading United AC (USL PDL) - Real Colorado Foxes (USL PDL) - Cal FC (USASA) - Des Moines Menace U-23 (USASA) - Greek American AA (USASA) - Icon FC (USASA) - NTX Rayados (USASA) - FC Schwaben AC (USASA) |
| Teilnehmer der 1. Runde (Mannschaften der NPSL, USL PDL, USCS, USASA und der USSSA) | | | |
| - CD Aguiluchos USA (NPSL) - Detroit City FC (NPSL) - FC Sonic Lehigh Valley (NPSL) - New York Red Bulls U-23 (NPSL) | - San Diego Flash (NPSL) - Los Angeles Misioneros (USL PDL) - Portland Phoenix (USL PDL) - Ventura County Fusion (USL PDL) | - Vermont Voltage (USL PDL) - Western Mass Pioneers (USL PDL) - Corinthians USA (USCS) - Massachusetts Premier Soccer (USASA) | - PSA Elite (USASA) - Red Force FC (USASA) - RWB Adria (USASA) - Colorado Rovers Soccer Club (USSSA) |

## Ergebnisse
Alle Runden werden in einzelnen Spielen ohne Rückspiel ausgetragen. Bei Torgleichheit nach Ablauf der regulären Spielzeit wird eine Verlängerung von zweimal 15 Minuten gespielt. Ist der Spielstand danach immer noch ausgeglichen, folgt ein Elfmeterschießen mit jeweils fünf Schützen. Die römische Zahl hinter dem Namen der Mannschaft in den Ergebnistabellen bezieht sich auf die Ligaebene. Da der US-Fußballverband nur die drei Profiligen offiziell in Ebenen klassifiziert, stehen alle anderen Mannschaften auf Ligaebene IV oder V. Ebene IV enthält Mannschaften in den Halbprofiligen USL PDL und NPSL, Ebene V die übrigen Mannschaften, unabhängig von der Liga, in der sie spielen.

### 1. Runde
Die erste Runde des Turniers wurde am 7. Mai 2014 ausgetragen.
| Datum                  |                                 | Ergebnis                         |                                  | Station             |
| ---------------------- | ------------------------------- | -------------------------------- | -------------------------------- | ------------------- |
| 07.05. 19:00 Uhr (EDT) | Portland Phoenix (IV)           | 0:1 n. V.                        | FC Sonic Lehigh Valley (IV)      | Portland, ME        |
| 07.05. 19:00 Uhr (EDT) | Detroit City FC (IV)            | 2:2 n. V. (2:2, 1:0) (3:5 i. E.) | RWB Adria (V)                    | Livonia, MI         |
| 07.05. 19:30 Uhr (EDT) | Western Mass Pioneers (IV)      | 4:1 (0:1)                        | Massachusetts Premier Soccer (V) | Ludlow, MA          |
| 07.05. 20:00 Uhr (EDT) | New York Red Bulls U-23 (IV)    | 2:1 (2:0)                        | Vermont Voltage (IV)             | Whippany, NJ        |
| 07.05. 20:00 Uhr (MST) | Colorado Rovers Soccer Club (V) | 1:2 (1:0)                        | Red Force FC (V)                 | Highlands Ranch, CO |
| 07.05. 19:00 Uhr (PDT) | Ventura County Fusion (IV)      | 2:1 (0:1)                        | CD Aguiluchos USA (IV)           | Ventura, CA         |
| 07.05. 19:00 Uhr (PDT) | San Diego Flash (IV)            | 3:0 a.g.T.                       | Corinthians USA (V)              | Mira Mesa, CA       |
| 07.05. 19:00 Uhr (PDT) | PSA Elite (V)                   | 1:1 n. V. (0:0, 0:0) (4:3 i. E.) | Los Angeles Misioneros (IV)      | Carson, CA          |

### 2. Runde
Die zweite Runde des Turniers wurde am 13. und 14. Mai 2014 ausgetragen.
| Datum                  |                              | Ergebnis                         |                                 | Station                |
| ---------------------- | ---------------------------- | -------------------------------- | ------------------------------- | ---------------------- |
| 13.05. 19:00 Uhr (PDT) | Portland Timbers U-23 (IV)   | 2:3 (2:0)                        | Arizona United SC (III)         | Portland, OR           |
| 14.05. 16:30 Uhr (EDT) | Orlando City U-23 (IV)       | 2:1 (1:1)                        | Jacksonville United FC (IV)     | Lake Mary, FL          |
| 14.05. 16:00 Uhr (CDT) | FC Schwaben AC (V)           | 0:2 (0:1)                        | Dayton Dutch Lions FC (III)     | Buffalo Grove, IL      |
| 14.05. 17:30 Uhr (EDT) | Baltimore Bohemians (IV)     | 4:1 (2:0)                        | Icon FC (V)                     | Towson, MD             |
| 14.05. 19:00 Uhr (EDT) | Pittsburgh Riverhounds (III) | 3:1 (1:1)                        | New York Red Bulls U-23 (IV)    | Pittsburgh, PA         |
| 14.05. 19:00 Uhr (EDT) | Ocean City Nor’easters (IV)  | 0:2 (0:1)                        | Greek American AA (V)           | Ocean City, NJ         |
| 14.05. 19:00 Uhr (EDT) | Reading United AC (IV)       | 5:2 (2:1)                        | GBFC Thunder (IV)               | Reading, PA            |
| 14.05. 19:00 Uhr (EDT) | RVA FC (IV)                  | 1:6 (0:3)                        | Richmond Kickers (III)          | Richmond, VA           |
| 14.05. 19:00 Uhr (EDT) | Charlotte Eagles (III)       | 3:1 (1:0)                        | Carolina Dynamo (IV)            | Charlotte, NC          |
| 14.05. 19:05 Uhr (EDT) | FC Sonic Lehigh Valley (IV)  | 0:4 (0:0)                        | Harrisburg City Islanders (III) | Whitehall Township, PA |
| 14.05. 18:30 Uhr (CDT) | Michigan Bucks (IV)          | 0:1 n. V.                        | RWB Adria (V)                   | Pontiac, MI            |
| 14.05. 19:30 Uhr (EDT) | Orlando City (III)           | 4:1 (3:0)                        | Ocala Stampede (IV)             | Lake Mary, FL          |
| 14.05. 19:30 Uhr (EDT) | Charleston Battery (III)     | 4:0 (3:0)                        | Panama City Beach Pirates (IV)  | Charleston, SC         |
| 14.05. 19:30 Uhr (EDT) | Chattanooga FC (IV)          | 3:1 (1:1)                        | Wilmington Hammerheads (III)    | Chattanooga, TN        |
| 14.05. 19:35 Uhr (EDT) | Rochester Rhinos (III)       | 2:1 n. V. (0:0, 0:0)             | Western Mass Pioneers (IV)      | Rochester, NY          |
| 14.05. 20:00 Uhr (EDT) | Jersey Express SC (IV)       | 2:4 (1:0)                        | Brooklyn Italians (IV)          | Newark, NJ             |
| 14.05. 19:30 Uhr (CDT) | Tulsa Athletics (IV)         | 0:2 (0:1)                        | Oklahoma City Energy (III)      | Tulsa, OK              |
| 14.05. 19:30 Uhr (CDT) | Des Moines Menace U-23 (V)   | 3:0 (2:0)                        | Real Colorado Foxes (IV)        | West Des Moines, IA    |
| 14.05. 19:30 Uhr (CDT) | Austin Aztex (IV)            | 4:4 n. V. (3:3, 1:1) (6:8 i. E.) | NTX Rayados (V)                 | Austin, TX             |
| 14.05. 18:00 Uhr (PDT) | Fresno Fuego (IV)            | 2:0 (2:0)                        | Orange County Blues FC (III)    | Fresno, CA             |
| 14.05. 20:15 Uhr (CDT) | Laredo Heat (IV)             | 2:1 (1:0)                        | Red Force FC (V)                | Laredo, TX             |
| 14.05. 19:00 Uhr (PDT) | Sacramento Republic (III)    | 2:1 (0:1)                        | Ventura County Fusion (IV)      | Sacramento, CA         |
| 14.05. 19:00 Uhr (PDT) | San Diego Flash (IV)         | 0:3 a.g.T.                       | PSA Elite (V)                   | San Diego, CA          |
| 14.05. 19:30 Uhr (PDT) | LA Galaxy II (III)           | 6:1 (5:0)                        | Cal FC (V)                      | Carson, CA             |

### 3. Runde
Die dritte Runde des Turniers wurde am 27. und 28. Mai 2014 ausgetragen.
| Datum                  |                               | Ergebnis                           |                                 | Station             |
| ---------------------- | ----------------------------- | ---------------------------------- | ------------------------------- | ------------------- |
| 27.05. 19:35 Uhr (EDT) | Rochester Rhinos (III)        | 2:1 n. V. (1:1, 0:0)               | Reading United AC (IV)          | Rochester, NY       |
| 28.05. 17:30 Uhr (EDT) | Baltimore Bohemians (IV)      | 2:4 (0:3)                          | Harrisburg City Islanders (III) | Towson, MD          |
| 28.05. 19:00 Uhr (EDT) | Pittsburgh Riverhounds (III)  | 3:2 n. V. (2:2, 1:1)               | RWB Adria (V)                   | Pittsburgh, PA      |
| 28.05. 19:00 Uhr (EDT) | Richmond Kickers (III)        | 2:1 (0:1)                          | Greek American AA (V)           | Richmond, VA        |
| 28.05. 19:30 Uhr (EDT) | Carolina RailHawks (II)       | 2:0 (1:0)                          | Charlotte Eagles (III)          | Cary, NC            |
| 28.05. 19:30 Uhr (EDT) | Charleston Battery (III)      | 2:2 n. V. (0:2, 2:2) (13:14 i. E.) | Orlando City U-23 (IV)          | Charleston, SC      |
| 28.05. 19:30 Uhr (EDT) | Chattanooga FC (IV)           | 0:5 (0:3)                          | Atlanta Silverbacks (II)        | Chattanooga, TN     |
| 28.05. 19:30 Uhr (EDT) | Indy Eleven (II)              | 5:2 (3:0)                          | Dayton Dutch Lions FC (III)     | Indianapolis, IN    |
| 28.05. 19:30 Uhr (EDT) | New York Cosmos (II)          | 2:0 (2:0)                          | Brooklyn Italians (IV)          | Hempstead, NY       |
| 28.05. 19:45 Uhr (EDT) | Fort Lauderdale Strikers (II) | 2:3 (2:1)                          | Laredo Heat (IV)                | Fort Lauderdale, FL |
| 28.05. 20:00 Uhr (EDT) | Orlando City (III)            | 4:1 (4:1)                          | Tampa Bay Rowdies (II)          | Kissimmee, FL       |
| 28.05. 19:30 Uhr (CDT) | Des Moines Menace U-23 (V)    | 0:1 (0:0)                          | Minnesota United (II)           | West Des Moines, IA |
| 28.05. 19:30 Uhr (CDT) | San Antonio Scorpions (II)    | 4:2 (0:2)                          | NTX Rayados (V)                 | San Antonio, TX     |
| 28.05. 20:30 Uhr (CDT) | Arizona United (III)          | 2:1 n. V. (1:1, 0:0)               | Oklahoma City Energy (III)      | Peoria, AZ          |
| 28.05. 19:30 Uhr (PDT) | Sacramento Republic (III)     | 6:0 (1:0)                          | Fresno Fuego (IV)               | Sacramento, CA      |
| 28.05. 19:30 Uhr (PDT) | LA Galaxy II (III)            | 0:0 n. V. (1:3 i. E.)              | PSA Elite (V)                   | Carson, CA          |

### 4. Runde
Die vierte Runde des Turniers wurde zwischen dem 11. und 18. Juni 2014 ausgetragen.
| Datum                  |                          | Ergebnis                       |                                 | Station           |
| ---------------------- | ------------------------ | ------------------------------ | ------------------------------- | ----------------- |
| 11.06. 21:00 Uhr (CDT) | Houston Dynamo (I)       | 1:0 (1:0)                      | Laredo Heat (IV)                | Houston, TX       |
| 11.06. 19:30 Uhr (PDT) | San José Earthquakes (I) | 2:1 (1:1)                      | Sacramento Republic (III)       | San Francisco, CA |
| 14.06. 19:30 Uhr (EDT) | Atlanta Silverbacks (II) | 2:1 (1:1)                      | Real Salt Lake (I)              | Chamblee, GA      |
| 14.06. 20:00 Uhr (EDT) | Carolina RailHawks (II)  | 1:1 n. V. (1:1, 1:1)4:3 i. E.) | CD Chivas USA (I)               | Cary, NC          |
| 14.06. 20:30 Uhr (EDT) | New York Cosmos (II)     | 3:0 (1:0)                      | New York Red Bulls (I)          | Hempstead, NY     |
| 17.06. 19:00 Uhr (EDT) | Philadelphia Union (I)   | 3:1 n. V. (1:1, 0:1)           | Harrisburg City Islanders (III) | Chester, PA       |
| 17.06. 19:00 Uhr (EDT) | Rochester Rhinos (III)   | 1:0 (1:0)                      | D.C. United (I)                 | Rochester, NY     |
| 17.06. 19:30 Uhr (EDT) | Columbus Crew (I)        | 2:1 n. V. (1:1, 1:0)           | Indy Eleven (II)                | Akron, OH         |
| 17.06. 19:00 Uhr (CDT) | Colorado Rapids (I)      | 5:2 (2:1)                      | Orlando City (III)              | Commerce City, CO |
| 17.06. 20:00 Uhr (CDT) | FC Dallas (I)            | 2:0 (0:0)                      | San Antonio Scorpions (II)      | Frisco, TX        |
| 17.06. 19:30 Uhr (PDT) | Portland Timbers (I)     | 3:0 (2:0)                      | Orlando City U-23 (IV)          | Portland, OR      |
| 18.06. 19:00 Uhr (EDT) | Richmond Kickers (III)   | 2:3 (1:3)                      | New England Revolution (I)      | Richmond, VA      |
| 18.06. 19:30 Uhr (CDT) | Chicago Fire (I)         | 2:1 (2:1)                      | Pittsburgh Riverhounds (III)    | Bridgeview, IL    |
| 18.06. 19:30 Uhr (CDT) | Sporting Kansas City (I) | 2:0 (0:0)                      | Minnesota United (II)           | Kansas City, KS   |
| 18.06. 19:00 Uhr (PDT) | Seattle Sounders FC (I)  | 5:0 (3:0)                      | PSA Elite (V)                   | Tukwila, WA       |
| 18.06. 19:30 Uhr (PDT) | Arizona United SC (III)  | 1:2 (1:0)                      | Los Angeles Galaxy (I)          | Peoria, AZ        |

### 5. Runde
Die fünfte Runde des Turniers wurde am 24. und 25. Juni 2014 ausgetragen.
| Datum                  |                            | Ergebnis                         |                          | Station           |
| ---------------------- | -------------------------- | -------------------------------- | ------------------------ | ----------------- |
| 24.06. 19:00 Uhr (EDT) | Carolina RailHawks (II)    | 1:0 n. V.                        | Los Angeles Galaxy (I)   | Cary, NC          |
| 24.06. 19:00 Uhr (EDT) | Philadelphia Union (I)     | 2:1 n. V. (1:1, 0:0)             | New York Cosmos (II)     | Chester, PA       |
| 24.06. 19:30 Uhr (CDT) | Sporting Kansas City (I)   | 1:3 (0:1)                        | Portland Timbers (I)     | Kansas City, KS   |
| 24.06. 19:00 Uhr (MDT) | Colorado Rapids (I)        | 1:2 (0:1)                        | Atlanta Silverbacks (II) | Commerce City, CO |
| 24.06. 20:00 Uhr (CDT) | Houston Dynamo (I)         | 2:3 n. V. (2:2, 1:1)             | FC Dallas (I)            | Houston, TX       |
| 24.06. 19:30 Uhr (PDT) | Seattle Sounders FC (I)    | 1:1 n. V. (1:1, 1:1) (5:2 i. E.) | San José Earthquakes (I) | Tukwila, WA       |
| 25.06. 19:30 Uhr (EDT) | New England Revolution (I) | 2:1 (2:0)                        | Rochester Rhinos (III)   | Providence, RI    |
| 25.06. 19:30 Uhr (CDT) | Chicago Fire (I)           | 4:2 n. V. (2:2, 1:0)             | Columbus Crew (I)        | Bridgeview, IL    |

### Viertelfinale
Die Viertelfinale findet am 8. und 9. Juli 2014 statt.
| Datum                  |                          | Ergebnis             |                            | Station      |
| ---------------------- | ------------------------ | -------------------- | -------------------------- | ------------ |
| 08.07. 19:00 Uhr (EDT) | Philadelphia Union (I)   | 2:0 (1:0)            | New England Revolution (I) | Chester, PA  |
| 09.07. 19:30 Uhr (EDT) | Atlanta Silverbacks (II) | 1:3 (0:0)            | Chicago Fire (I)           | Chamblee, GA |
| 09.07. 19:30 Uhr (EDT) | Carolina RailHawks (II)  | 2:5 (2:3)            | FC Dallas (I)              | Cary, NC     |
| 09.07. 19:30 Uhr (PDT) | Seattle Sounders FC (I)  | 3:1 n. V. (1:1, 0:0) | Portland Timbers (I)       | Tukwila, WA  |

### Halbfinale
Die Halbfinale findet am 12. und 13. August 2014 statt.
| Datum                  |                         | Ergebnis                         |                        | Station     |
| ---------------------- | ----------------------- | -------------------------------- | ---------------------- | ----------- |
| 12.08. 20:00 Uhr (CDT) | FC Dallas (I)           | 1:1 n. V. (1:1, 0:0) (4:5 i. E.) | Philadelphia Union (I) | Frisco, TX  |
| 13.08. 19:30 Uhr (PDT) | Seattle Sounders FC (I) | 6:0 (2:0)                        | Chicago Fire (I)       | Tukwila, WA |

### Finale
| Philadelphia Union                                             | Philadelphia Union | Seattle Sounders FC | Seattle Sounders FC |
| -------------------------------------------------------------- | --- | --- | ------------------- |
| Philadelphia Union                                             | \| 16. September 2014 um 19:30 Uhr (ET) in Chester, PA (PPL Park) \| \| Ergebnis: 1:3 n. V. (1:1, 1:0) \| \| Schiedsrichter: Armando Villarreal \| \| Spielbericht \|                                                                             | \| 16. September 2014 um 19:30 Uhr (ET) in Chester, PA (PPL Park) \| \| Ergebnis: 1:3 n. V. (1:1, 1:0) \| \| Schiedsrichter: Armando Villarreal \| \| Spielbericht \|                                                                                | Seattle Sounders FC |
| Philadelphia Union                                             | Zac MacMath – Carlos Valdés, Sheanon Williams (110. Fred), Ray Gaddis, Ethan White – Maurice Edu, Cristian Maidana, Vincent Nogueira – Sébastien Le Toux, Conor Casey (78. Pedro Ribeiro), Andrew Wenger (81. Danny Cruz) Cheftrainer: Jim Curtin | Stefan Frei – Leonardo González, Chad Marshall, Zach Scott, DeAndre Yedlin – Brad Evans (94. Gonzalo Pineda), Osvaldo Alonso, Andy Rose – Lamar Neagle (74. Marco Pappa), Clint Dempsey, Chad Barrett (60. Obafemi Martins) Cheftrainer: Sigi Schmid | Seattle Sounders FC |
| Philadelphia Union                                             | 1:0 Maurice Edu (38.) | 1:1 Chad Barrett (47.) 1:2 Clint Dempsey (101.) 1:3 Obafemi Martins (110.) | Seattle Sounders FC |
| Philadelphia Union                                             | Conor Casey (57.) | Osvaldo Alonso (25.) | Seattle Sounders FC |
| 16. September 2014 um 19:30 Uhr (ET) in Chester, PA (PPL Park) | | |                     |
| Ergebnis: 1:3 n. V. (1:1, 1:0)                                 | | |                     |
| Schiedsrichter: Armando Villarreal                             | | |                     |
| Spielbericht                                                   | | |                     |